# Rolle mit Hip Hop
Rolle mit Hip Hop ist das Debütalbum des deutschen Rappers Afrob. Es erschien am 29. März 1999 über die Labels Four Music und Columbia Records.

## Produktion
Die Musik des Albums wurden von Afrob selbst sowie den Musikproduzenten DJ Friction, DJ Thomilla, Wasi, Philippe Kayser und Tommy Wittinger produziert.

## Covergestaltung
Das Albumcover zeigt Afrobs Gesicht. Er schaut den Betrachter an und trägt einen Afro. In der Bildmitte stehen die weißen Schriftzüge Afrob und Rolle mit Hip Hop. Der Hintergrund ist ebenfalls in Weiß gehalten.

## Gastbeiträge
Auf acht Liedern des Albums treten neben Afrob andere Künstler in Erscheinung. So ist der Rapper Ferris MC auf dem Song Reimemonster zu hören, während das Hip-Hop-Duo Spezializtz einen Gastauftritt beim Track Immer noch Kaffer en mass hat. Die Rapperin Melanie Wharton ist beim Titel Einfach vertreten und ihre Rapgruppe Skills en Masse unterstützt Afrob auf Keiner für den andern. Wasi, Mitglied der Rapgruppe Massive Töne, arbeitet mit Afrob auf beiden Teilen von Spektakulär zusammen. Außerdem ist das Stück Lieb den Scheiß eine Kollaboration mit dem Rapper Max Herre, während auf Wo ihr auch seid Johan zu hören ist.

## Titelliste
| #  | Titel                             | Gastmusiker     | Produzent             | Länge |
| -- | --------------------------------- | --------------- | --------------------- | ----- |
| 1  | Intro                             |                 | DJ Friction           | 2:20  |
| 2  | Reimemonster                      | Ferris MC       | DJ Thomilla           | 3:36  |
| 3  | Hip Hop Fans                      |                 | DJ Friction           | 0:22  |
| 4  | Rolle mit Hip Hop                 |                 | Tommy Wittinger, Wasi | 4:04  |
| 5  | Ambaciata                         |                 | Tommy Wittinger       | 3:23  |
| 6  | Geschichten aus der Nachbarschaft |                 | DJ Thomilla, Wasi     | 3:45  |
| 7  | Bullenflash Teil 1 (Skit)         |                 | Afrob, DJ Friction    | 0:56  |
| 8  | Hörst du diesen Schrei ?          |                 | DJ Friction           | 4:24  |
| 9  | Bullenflash Teil 2 (Skit)         |                 | DJ Friction           | 0:51  |
| 10 | Wo ihr auch seid                  | Johan           | Tommy Wittinger       | 3:52  |
| 11 | Spektakulär Teil 1                | Wasi            | Tommy Wittinger, Wasi | 1:17  |
| 12 | Prime Time RMX ’99                |                 | Wasi                  | 4:24  |
| 13 | Immer noch Kaffer en mass         | Spezializtz     | Wasi                  | 4:05  |
| 14 | Einfach                           | Meli            | Tommy Wittinger, Wasi | 4:18  |
| 15 | RingRing (Skit)                   |                 | Afrob, DJ Friction    | 0:11  |
| 16 | Es trafen sich … (Skit)           |                 | Afrob, DJ Friction    | 0:31  |
| 17 | Spektakulär Teil 2                | Wasi            | Tommy Wittinger, Wasi | 2:48  |
| 18 | Geht ab                           |                 | DJ Thomilla           | 4:21  |
| 19 | Call from Boston (Skit)           |                 | Afrob, DJ Friction    | 1:39  |
| 20 | Keiner für den andern             | Skills en Masse | Philippe Kayser       | 4:55  |
| 21 | Marlena & Branka (Skit)           |                 | Afrob, DJ Friction    | 1:01  |
| 22 | Lieb den Scheiß                   | Max             | Philippe Kayser       | 3:51  |
| 23 | Prime Time ’99                    |                 | DJ Thomilla, Wasi     | 4:42  |

## Chartplatzierungen und Singles
Rolle mit Hip Hop stieg am 12. April 1999 auf Platz 66 in die deutschen Albumcharts ein und erreichte sieben Wochen später mit Rang 13 die Höchstposition. Insgesamt konnte es sich 25 Wochen in den Top 100 halten. In Österreich und der Schweiz verpasste das Album die Charts.
Am 9. März 1999 erschien das Lied Reimemonster als erste Single und erreichte Platz 42 in den deutschen Charts. Zudem wurde am 10. August 1999 der Song Einfach ausgekoppelt, der sich nicht in den Charts platzieren konnte.

## Rezeption
| Professionelle Bewertungen | Professionelle Bewertungen |
| -------------------------- | -------------------------- |
| Kritiken                   |                            |
| Quelle                     | Bewertung                  |
| laut.de                    | [ 4 ]                      |

Daniela Meixner von laut.de bewertete das Album mit drei von möglichen fünf Punkten. Sie bezeichnet es inhaltlich als „spektakuläre "Geschichten aus der Nachbarschaft"“ und meint, Afrob sei „die perfekte Ergänzung zu Freundeskreis und den Massiven Tönen“.